# تشارلز لام تيري
تشارلز لام تيري (بالإنجليزية: Charles L. Terry, Jr.) (و. 1900 – 1970 م) هو قاض، ومحام من الولايات المتحدة الأمريكية ولد في كامدن.
وهو عضو في الحزب الديمقراطي الأمريكي .

## التعليم
تعلم في جامعة فرجينيا.